# Comarques xurres

Les comarques xurres respecte al País Valencià

Comarques xurres és un terme col·loquial per a anomenar la regió del País Valencià que inclou les comarques que, en fundar-se el Regne de València, varen ser poblades majoritàriament per aragonesos. Comprén les comarques següents:
- L'Alt Millars
- La Foia de Bunyol
- L'Alt Palància
- El Racó d'Ademús
- Els Serrans
- La Canal de Navarrés[2]

Existixen uns pobles històricament xurros però actualment pertanyents a comarques que no es consideren xurres, com ara Sinarques i Xera a la Plana d'Utiel, Gàtova al Camp de Túria, Olocau del rei a Els Ports, Cortes de Pallars a La Vall de Cofrents, Millares a la Canal de Navarrés i Tous a la Ribera Alta.
Estes comarques formaren part del Regne de València des de la seua creació. Eren, principalment, de repobladors i parla aragonesa. Totes limiten amb Aragó, llevat de la Foia de Bunyol. Amb el temps, l'aragonés s'assimilà amb el castellà, cosa que explica que siguen actualment de parla castellana (però de costums aragonesos). Actualment s'hi parla un castellà amb modismes aragonesos i barrejat amb paraules catalanes anomenat castellà xurro. Als habitants de les comarques xurres se'ls anomena xurros.
La Plana d'Utiel, contigua a les anteriors, també és de parla castellana però no es considera una comarca xurra, ja que fou segregada de Castella al segle xix i incorporada a la província de València de recent creació. Tampoc es consideren xurres la Vall de Cofrents, repoblada per castellans a l'haver segut cedida a Castella fins al 1281, i les comarques castellanoparlants meridionals (el Baix Segura i la part castellanoparlant de l'Alt Vinalopó i alguns municipis castellanoparlants del Vinalopó Mitjà), d'influència castellanomurciana.
Les principals localitats, amb més de 8.000 habitants, són: Xiva, Bunyol, Sogorb i Xest.
| \| Comarca \| Població \| Extensió \| Densitat \| \| Foia de Bunyol \| 42.257 \| 817,30 \| 51,70 \| \| Alt Palància \| 25.367 \| 964,90 \| 23,64 \| \| Els Serrans \| 17.393 \| 1.358,70 \| 12,80 \| \| Racó d'Ademús \| 2.638 \| 370,10 \| 7,13 \| \| Alt Millars \| 4.055 \| 667,4 \| 6,08 \| \| Total \| 91.710 \| 4178,4 \| 21,95 \| |          |          |          |
| Comarca | Població | Extensió | Densitat |
| Foia de Bunyol | 42.257   | 817,30   | 51,70    |
| Alt Palància | 25.367   | 964,90   | 23,64    |
| Els Serrans | 17.393   | 1.358,70 | 12,80    |
| Racó d'Ademús | 2.638    | 370,10   | 7,13     |
| Alt Millars | 4.055    | 667,4    | 6,08     |
| Total | 91.710   | 4178,4   | 21,95    |